# Bloody Kiss
Bloody Kiss (jap. ブラッディKISS Buradī kisu; dosł. „Krwawy pocałunek”) – manga autorstwa Kazuko Furumiyi, publikowana w magazynie „Hana to Yume” wydawnictwa Hakusensha od października 2004 do czerwca 2007.

## Fabuła
Kiyo Katsuragi to młoda dziewczyna wciąż uczęszczająca do szkoły, która odziedziczyła po swojej babci dwór. Kiedy zwiedza rezydencję, okazuje się, że mieszkają tam dwa wampiry, Kuroboshi i jego sługa Alsh. Na dodatek Kuroboshi postanawia uczynić Kiyo swoją „oblubienicą”. Wampirza „oblubienica” to kobieta, która jest jedynym źródłem krwi dla danego osobnika. Mimo że wydaje się, że Kiyo lubi Kuroboshiego, dziewczyna za każdym razem rumieni się i czuje się zawstydzona, kiedy wampir próbuje wypić trochę jej krwi, co staje się problemem dla chłopaka.
Pewnego razu, Sou Mizukami, przyjaciel z dzieciństwa Kiyo, przybywa do szkoły i próbuje powstrzymać uczucie rodzące się między dziewczyną a wampirem, ponieważ boi się, że Kiyo zostanie „skażona” przez krwiożercę. Kiyo dowiaduje się, że jeśli chce być z Kuroboshim na zawsze, musi go pocałować. Ale jest jeden efekt uboczny – dziewczyna może zmienić się w wampira.

## Bohaterowie
- Kiyo Katsuragi – młoda dziewczyna, która dziedziczy dwór po swojej babci.
- Kuroboshi – młody dhampir (pół-człowiek, pół-wampir) mieszkający w starej rezydencji.
- Alsh – wampir służący Kuroboshiemu.
- Minako – babcia Kiyo.
- Sou Mizukami – przyjaciel Kiyo z dzieciństwa, jest łowcą wampirów.

## Publikacja serii
Manga była publikowana od 20 października 2004 do 20 czerwca 2007 w magazynie „Hana to Yume” wydawnictwa Hakusensha. Całość została zebrana w 2 tankōbonach, wydanych 16 grudnia 2006 i 19 września 2007.
| Nr | Data wydania (język japoński) | ISBN (język japoński)  |
| -- | ----------------------------- | ---------------------- |
| 1  | 16 grudnia 2006               | ISBN 978-4-592-18856-8 |
| 2  | 19 września 2007              | ISBN 978-4-592-18731-8 |